# Sfântul la pândă
Sfântul la pândă (titlul original: în franceză Le Saint prend l'affût) este un film de spionaj franco-italian, realizat în 1966 de regizorul Christian-Jaque, după romanul omonim al scriitorului Leslie Charteris, protagoniști fiind actorii Jean Marais, Jess Hahn, Jean Yanne și Danièle Évenou. 

## Rezumat
Nu este nici lord și nici nu folosește un pistol-mitralieră, dar locuiește într-un castel scoțian: Simon Templar, un singuratic plin de succes în cercurile de bande internaționale, numit cu evlavie „Sfântul”. De data aceasta nu plănuiește o nouă lovitură de stat, ci îl ajută pe prietenul său Oscar Chartier, din recunoștință pentru salvarea vieții sale, care nu numai că nu a plătit niciun intermediar pentru un oarecare document, ci a tras pe sfoară cu acele hârtii fără valoare, două servicii secrete.
Așa că acum trei partide sunt pe urmele sumei pe care prietenii lui Oscar au luat-o în custodie, dar sunt întotdeauna plasate de la unul la altul. „Sfântul” nu se sfiește de la o călătorie, oricât de lungă, pentru a aduce în siguranță teancurile de bancnote destinate ca zestre pentru fiica lui Oscar, Sophie.

## Distribuție
- Jean Marais – Simon Templar zis „Sfântul”
- Jess Hahn – Hoppy Uniatz, mântuitorul lui Simon
- Jean Yanne – Mueller-Strasse, agentul german
- Danièle Évenou – Sophie Chartier, fiica lui Oscar
- Henri Virlogeux – Oscar Chartier, alias "Oscar le Torture
- Nerio Bernardi – Cesare Pavone, Commandatore
- Raffaella Carrà – dna. Anita Pavone, soția Commandatore-ului
- Sylvain Lévignac – Hans
- Dario Moreno – Slimane
- Henri Guégan – un important domn german
- Tiberio Murgia – Tonio Cotoni
- Claudio Gora – Joe Colosimo
- Ettore Bevilacqua – Gringo
- Carlo Piscane – Agatino Cameleoni
- Hélène Dieudonné – Herminie
- Daniel Crohem – Colonel Wade
- Reinhard Kolldehoff – Schmutz
- Roger Carel – profesorul
- Jack Lenoir – omul lui Slimane
- Siegfried Rauch – Johnny K.W. Mest
- Jacques Marbeuf – agentul american
- Maria Broverhoff - Monica
- Katia Christina - Mary
- Ricardo Castelli
- Franco Daddi
- Mario Dionisi
- Gino Marturano

Cascadori
- Gil Delamare
- André Cagnard
- Jacques Insermini
- Eric Vasberg
- Gaston Woignez
- Odile Astier